# スレイプニル級駆逐艦
スレイプニル級駆逐艦（ノルウェー語: Sleipner klassen jager）は、ノルウェーの駆逐艦。6隻が建造され、第二次世界大戦を生き延びた5隻は戦後フリゲートに改造された。駆逐艦としては小型であることから、水雷艇として扱われる場合もあり、大型化したオーディン以降の3隻をオーディン級として扱われることもある。

## 構造
艦体自体は鋼鉄製であるが、ブリッジ、司令塔、煙突などの上部構造物にアルミニウムを用いたノルウェー最初の艦艇である。
ギーレルのみ魚雷発射管が2基、オーディン以降の3艦は基準排水量が632t、全長が2m程伸ばされ、吃水も3mと深くなっている一方、主砲は1門減じて2門となっている。
この他、装備には各艦で差異があったとされる事もあり、スレイプニルの主砲が2門、オーディンの対空機関砲が40mmから20mmに変更されていたとする説が知られている。また、バルドルとトールは艤装完了前に捕獲されている。
スレイプニルとエーゲルを除くドイツに捕獲された4隻は改修を受け、10.5cm砲2門、4cm対空機関砲、2cm対空機関砲2門、533mm連装魚雷発射管1基、機雷24発を搭載した。後日、レオパルト（バルドル）以外は10.5cm砲を1門減じて2cm対空機関砲を増備している。
第二次世界大戦後の改造でフリゲートに類別されたが、この時点での装備は76mm砲3門、40mm対空機関砲2門、2cm対空機関砲2門となっている。

## 運用
第二次世界大戦では、ナチス・ドイツのノルウェー侵攻（ヴェーザー演習作戦）によってエーゲルがドイツ軍のJu 88の爆撃を受けて大破し、放棄された。スレイプニルのみがイギリスに逃れて連合国軍の艦として運用され、他の4艦はドイツ海軍の水雷艇となった。大戦終了後5艦全てがノルウェー海軍に復帰し、1953年にはフリゲートに改造されたが、程なく退役している。

## 一覧
| 艦名                                                        | 進水            | 退役                              |
| ----------------------------------------------------------- | --------------- | --------------------------------- |
| スレイプニル(KNM «Sleipner»)                                | 1936年 5月7日   | 1956年                            |
| エーゲル                                                    | 1936年 8月25日  | 1940年4月9日 爆撃により大破し放棄 |
| ギーレル(KMN «Gyller») ※ドイツ水雷艇：レーヴェ（Löwe）      | 1938年 7月7日   | 1959年                            |
| オーディン ※ドイツ水雷艇：パンター（Panther）               | 1939年 1月17日  | 1959年                            |
| バルドル(KNM «Balder») ※ドイツ水雷艇：レオパルト（Leopard） | 1939年 9月9日   | 1959年                            |
| トール ※ドイツ水雷艇：ティーガー（Tiger）                   | 1939年 10月11日 | 1959年                            |

## 画像

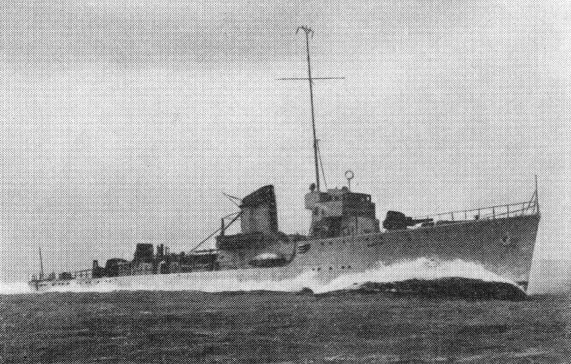
エーゲル（1936年）
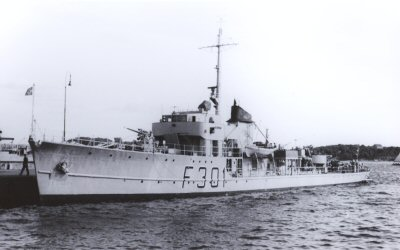
フリゲートに改造後のギーレル（1953年）
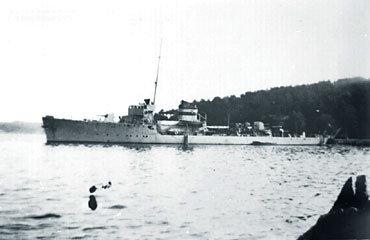
オーディン（1939年）
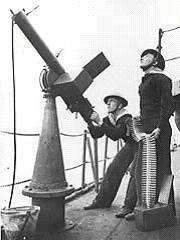
スレイプニル艦上のコルト12.7mm機銃